# Mirnadir Zeynalov
Mirnadir Mirali oglu Zeynalov (en azerí: Mirnadir Mirəli oğlu Zeynalov; Bakú, 12 de noviembre de 1942 - Bakú, 10 de marzo de 2021) fue un pintor de Azerbaiyán, galardonado con el título "Artista del pueblo de la República de Azerbaiyán" en 2006.

## Biografía
Mirnadir Zeynalov nació el 12 de noviembre de 1942 en la ciudad de Bakú. En 1963 se graduó de la Escuela Estatal de Arte de Azerbaiyán en nombre de Azim Azimzade. Después se graduó de la Facultad de Gráfica de la Universidad Politécnica de Moscú en 1973. Él era miembro de pleno derecho de la Unión de Artistas de Azerbaiyán y de la Academia Mundial de las Artes de la "Nueva Era".
La carrera profesional del pintor comenzó en la década de 1970. En los primeros años de su carrera comenzó a crear pinturas realistas y luego abstractas. Las obras del artista se exhibieron en Moscú, Kiev, Houston, Los Ángeles y otras ciudades. En 2013 sus obras ganaron valor en la subasta de Sotheby's en la ciudad de Londres. Sus valiosas obras se conservan en el fondo del Museo Nacional de Arte de Azerbaiyán y la Galería Estatal de Arte de Azerbaiyán.
Mirnadir Zeynalov falleció el 10 de marzo de 2021 en Bakú.

## Premios y títulos
- Artista de Honor de Azerbaiyán (1992)[6]
- Artista del pueblo de la República de Azerbaiyán (2006)[7]